# نی‌بید
نی‌بید، روستایی است از توابع بخش گلباف شهرستان کرمان در استان کرمان ایران.

## جمعیت
این روستا در دهستان کشیت بخش کشیت قرار داشته و براساس آخرین سرشماری مرکز آمار ایران که در سال ۱۳۸۵ صورت گرفته، جمعیت آن ۲۵نفر (۶خانوار) بوده‌است.